# Präsidentschaftswahl in Aserbaidschan 2008
Die Präsidentschaftswahl in Aserbaidschan 2008 fand am 15. Oktober statt. Die Wahl wurde von den wichtigsten Oppositionsparteien boykottiert, sodass ein Sieg von İlham Əliyev, dem Kandidaten der Partei Neues Aserbaidschan schon im Voraus als sicher galt.
4,8 Millionen Menschen waren wahlberechtigt.

## Wahlkampf und Boykott
Zur Wahl stellten sich sieben Kandidaten auf. Die wichtigsten Oppositionsparteien, darunter Volksfront-Partei Aserbaidschans, die Liberale Partei Aserbaidschans und Aserbaidschanische Demokratische Partei, stellten keine Kandidaten auf und riefen zum Boykott der Wahl auf. Dies wurde damit begründet, dass die Opposition im Wahlkampf behindert werde und die Wahl so eine Farce sei, die nur zur Legitimierung des Präsidenten diene. Die Aserbaidschanische Kommunistische Partei hingegen unterstützte den amtierenden Präsidenten İlham Əliyev.
Laut der Organisation Reporter ohne Grenzen hätte der Präsidenten mehr als 44 Prozent der gemessenen Zeit im Fernsehen bekommen, seine Konkurrenten maximal 1,5 Prozent. Außerdem seien in den Medien soziale und politische Probleme nicht behandelt worden.

## Wahlverlauf und Kritik
Die Wahl fand am Mittwoch, dem 15. Oktober 2008 statt, der für arbeitsfrei erklärt wurde. Die Wahl wurde von 1200 Wahlbeobachtern von Europa, GUS und den USA beobachtet, darunter 430 der OSZE, des Europarates und des Europaparlamentes.
Die Oppositionspartei Müsawat kritisierte, dass Wähler zur Abstimmung gedrängt worden seien. Einige Firmenmitarbeiter sollen gezwungen worden sein, in ihrem Betrieb abzustimmen, damit der Arbeitgeber die Stimmabgabe kontrollieren kann.
Laut Beobachtern der GUS verlief die Wahl transparent und ruhig. Boris Frlec, Leiter der OSZE-Wahlbeobachter, bestätigte die Transparenz am Wahltag, kritisierte jedoch den fehlenden politischen Wettbewerb im Vorfeld. Bei der Wahl selbst gab es technisch gesehen ... diesmal kein großes Problem.

## Wahlergebnis
Nach vorläufigen Angaben der Wahlkommission erhielt İlham Əliyev 89,0 % der Stimmen. Die Wahlbeteiligung liege bei 77 %. Dadurch änderte sich letztendlich das Gefüge in der Politik Aserbaidschans nicht.
| Kandidaten        | Kandidaten           | Parteien                       | Stimmen   | %    |
| ----------------- | -------------------- | ------------------------------ | --------- | ---- |
|                   | İlham Əliyev         | Partei Neues Aserbaidschan     | 3.232.259 | 88,7 |
|                   | İqbal Ağazadə        | Hoffnungspartei                | 104.279   | 2,9  |
|                   | Fazil Mustafayev     | Große Schöpfung                | 89.985    | 2,5  |
|                   | Qüdrət Həsənquliyev  | Volksfront Ganz Aserbaidschans | 83.037    | 2,3  |
|                   | Qulamhüseyn Əlibəyli | Parteilos                      | 81.120    | 2,2  |
|                   | Fuad Əliyev          | Liberaldemokratische Partei    | 28.423    | 0,8  |
|                   | Hafiz Hacıyev        | Moderne Gleichheitspartei      | 23.771    | 0,7  |
| Gesamt            | Gesamt               | Gesamt                         | 3.642.874 | 100  |
|                   |                      |                                |           |      |
| Ungültige Stimmen | Ungültige Stimmen    | Ungültige Stimmen              | 57.760    | 1,6  |
| Wähler            | Wähler               | Wähler                         | 3.700.634 | 75,1 |
| Wahlberechtigte   | Wahlberechtigte      | Wahlberechtigte                | 4.927.561 |      |
|                   |                      |                                |           |      |
| Quelle: CEC       |                      |                                |           |      |